# Trimeniaceae
Trimeniaceae là danh pháp khoa học của một họ thực vật có hoa. Họ này được phần lớn các nhà phân loại thực vật học công nhận, ít nhất là trong vài thập niên vừa qua của thế kỷ 20.
Nó là một họ nhỏ với 1 chi (có thể là 2, tùy hệ thống phân loại) với khoảng 6 loài cây thân gỗ hay dây leo, với lá mọc đối, mép lá nhẵn hoặc khía răng cưa, các gân lá thứ cấp trải rộng và gần nhau. Lá có các tuyến trong suốt. Hoa nhỏ, thụ phấn nhờ gió. Quả là dạng quả mọng nhỏ. Chúng có chứa tinh dầu. Họ này phân bổ ở khu vực cận nhiệt đới và nhiệt đới của Nam bán cầu, từ miền đông Australia, Papua New Guinea, New Caledonia tới các đảo khác trên Thái Bình Dương. Do có lẽ không có ở Việt Nam nên không có tên gọi tương đương trong tiếng Việt.

## Phân loại

### APG III/II
Hệ thống APG III năm 2009 (không đổi so với Hệ thống APG II năm 2003) công nhận họ này và đặt nó trong bộ Austrobaileyales, một bộ được APG coi là thuộc về nhóm các dòng dõi trực hệ cơ bản nhất của nhánh thực vật hạt kín (angiosperms) nhưng không phải là phức hợp Mộc lan (magnoliids) mà cũng chẳng là thực vật hai lá mầm thật sự (eudicots).

### APG
Hệ thống APG năm 1998 cũng công nhận họ này, nhưng không đặt nó vào bộ nào mà coi nó thuộc về nhóm các dòng dõi trực hệ cơ bản nhất của nhánh angiosperms.

### Cronquist
Hệ thống Cronquist năm 1981 chấp nhận họ này và đặt nó trong
bộ Laurales,
trong phân lớp Magnoliidae,
trong lớp Magnoliopsida [=thực vật hai lá mầm],
của ngành Magnoliophyta [=thực vật hạt kín].

### Thorne
Hệ thống Thorne (1992) chấp nhận họ này và đặt nó trong
bộ Magnoliales,
trong siêu bộ Magnolianae,
trong phân lớp Magnoliideae [=thực vật hai lá mầm],
trong lớp Magnoliopsida [=thực vật hạt kín].

### Dahlgren
Hệ thống Dahlgren chấp nhận họ này và đặt nó trong
bộ Laurales,
trong siêu bộ Magnolianae,
trong phân lớp Magnoliideae [=thực vật hai lá mầm],
trong lớp Magnoliopsida [=thực vật hạt kín].

### Engler
Hệ thống Engler, trong lần cập nhật năm 1964, chấp nhận họ này và đặt nó trong
bộ Magnoliales
trong phân lớp Archychlamydeae,
trong lớp Dicotyledoneae,
trong ngành Angiospermae

## Phát sinh chủng loài
Phát sinh chủng loài của họ Trimeniaceae trong phạm vi bộ Austrobaileyales là:

| Schisandraceae s. l. | \| \| Illiciaceae (Illicium) \| \| \| \| \| \| Schisandraceae s. s. \| \| \| \| |
|                      | \| \| Illiciaceae (Illicium) \| \| \| \| \| \| Schisandraceae s. s. \| \| \| \| |
|                      | Illiciaceae (Illicium)                                                          |
|                      |                                                                                 |
|                      | Schisandraceae s. s.                                                            |
|                      |                                                                                 |

|  | Illiciaceae (Illicium) |
|  |                        |
|  | Schisandraceae s. s.   |
|  |                        |

| Schisandraceae s. l. | \| \| Illiciaceae (Illicium) \| \| \| \| \| \| Schisandraceae s. s. \| \| \| \| |
|                      | \| \| Illiciaceae (Illicium) \| \| \| \| \| \| Schisandraceae s. s. \| \| \| \| |
|                      | Illiciaceae (Illicium)                                                          |
|                      |                                                                                 |
|                      | Schisandraceae s. s.                                                            |
|                      |                                                                                 |

|  | Illiciaceae (Illicium) |
|  |                        |
|  | Schisandraceae s. s.   |
|  |                        |

| Schisandraceae s. l. | \| \| Illiciaceae (Illicium) \| \| \| \| \| \| Schisandraceae s. s. \| \| \| \| |
|                      | \| \| Illiciaceae (Illicium) \| \| \| \| \| \| Schisandraceae s. s. \| \| \| \| |
|                      | Illiciaceae (Illicium)                                                          |
|                      |                                                                                 |
|                      | Schisandraceae s. s.                                                            |
|                      |                                                                                 |

|  | Illiciaceae (Illicium) |
|  |                        |
|  | Schisandraceae s. s.   |
|  |                        |

| Schisandraceae s. l. | \| \| Illiciaceae (Illicium) \| \| \| \| \| \| Schisandraceae s. s. \| \| \| \| |
|                      | \| \| Illiciaceae (Illicium) \| \| \| \| \| \| Schisandraceae s. s. \| \| \| \| |
|                      | Illiciaceae (Illicium)                                                          |
|                      |                                                                                 |
|                      | Schisandraceae s. s.                                                            |
|                      |                                                                                 |

|  | Illiciaceae (Illicium) |
|  |                        |
|  | Schisandraceae s. s.   |
|  |                        |